# سلسلة لعبة الماراثون الثلاثية
سلسلة لعبة الماراثون الثلاثية (بالإنجليزية: The Marathon Trilogy) هي سلسلة ألعاب فيديو خيال علمي من تصويب من منظور الشخص الأول من بنجي، تم إصدارها في الأصل لنظام Classic Mac OS. اسم ماراثون مشتق من سفينة المستعمرة العملاقة بين النجوم التي توفر الإعداد للعبة الأولى؛ تم بناء السفينة مما كان يُعرف سابقًا بقمر المريخ Deimos. الألعاب الثلاث في السلسلة - ماراثون (1994)، ماراثون 2: دوراندال (1995)، ماراثون اللانهاية (1996) - تعتبر على نطاق واسع أسلاف روحيين لسلسلة هالو Bungie.

## اللعب
يتنقل لاعبو ألعاب Marathon في بيئات ثلاثية الأبعاد مستقبلية يتم عرضها من منظور الشخص الأول. هذه البيئات مأهولة بأشكال معادية من الكائنات الفضائية أو في حالة متعددة اللاعبين يوجد أشكال للاعبين آخرين. بأخذ دور سايبورغ مزودًا بدروع الطاقة، يستخدم اللاعب أسلحة نارية مختلفة في محاولة لقتل خصومه أثناء محاولته تجنب التعرض لهجمات الأعداء.
تقدم كل لعبة للاعبين سلسلة من مستويات اللاعب المنفرد وخرائط متعددة اللاعبين. الهندسة الأساسية التي يتم من خلالها إنشاء مستويات ألعاب الماراثون، مثل الجدران والأبواب والمنصات، هي كائنات ثلاثية الأبعاد. ومع ذلك، يتم عرض الأعداء والأسلحة التي يحملها اللاعب والعديد من الأشياء الأخرى مثل التقاطات الذخيرة على شكل نقوش ثنائية الأبعاد. والجدير بالذكر أن بعض المستويات تحتوي على هندسة ذاتية التقاطع لا يمكن أن توجد في الفضاء العادي ثلاثي الأبعاد، وهو الترتيب الذي يُشار إليه باسم «الفضاء 5D» من قبل مطوري الألعاب.
هناك نوعان من الموارد الأساسية التي يجب على اللاعب مشاهدتها: قوة درعهم، والتي تقل عندما تتعرض لنيران العدو، واحتياطي الأكسجين الخاص بهم، والذي يستنفد ببطء في المناطق تحت الماء والفراغ. إذا تم استنفاد أي من هذه الموارد بالكامل، يموت اللاعب وذلك يعيد تقدمة إلى نقطة الصفر. توجد لوحات حائط خاصة موجودة في جميع المستويات يمكن استخدامها لإعادة شحن درع اللاعب أو احتياطيات الأكسجين. نوع آخر من لوحات الحائط يسمى «المخزن المؤقت للنمط» يسمح للاعب بحفظ تقدم اللعبة. يمكن أيضًا العثور على العديد من الأشياء التي تُستخدم لمرة واحدة، مثل ذخيرة الأسلحة والعبوات التي تعمل على تجديد طاقة الدرع أو الأكسجين، أثناء استكشاف بيئات الألعاب.
في معظم مستويات اللاعب المنفرد، لا يتمثل الهدف النهائي في مجرد الوصول إلى النهاية ولكن لإكمال أهداف معينة في الطريق. اعتمادًا على المستوى، يمكن أن تشمل هذه الأهداف إبادة المخلوقات المعادية، أو إنقاذ المدنيين، أو استرداد عناصر معينة، أو ببساطة استكشاف موقع. تحتوي معظم المستويات على منصات وسلالم وأبواب يمكن للاعبين التحكم فيها عن طريق تنشيط المفاتيح. تقدم بعض المستويات للاعبين ألغازًا بسيطة يكون الهدف فيها اكتشاف المفاتيح الصحيحة للضغط عليها للمتابعة. نوع آخر من الألغاز التي يتم مواجهتها في بعض الأحيان يتضمن قفزات موقوتة بعناية بين المنصات.
تحتوي العديد من المستويات على مخطط أرضي معقد يشبه المتاهة. عندما يتنقل اللاعبون عبر أحد المستويات، يتم تعيين المناطق التي يزورونها تلقائيًا؛ في أي لحظة، يمكن للاعب عرض خريطة للمستوى. تحتوي شاشة العرض الرأسية التي تكون مرئية دائمًا على قضبان للصحة والأكسجين وجرد وجهاز استشعار للحركة. يعرض المخزون جميع الأسلحة والذخيرة التي التقطها اللاعب في وقت سابق. في أي وقت، يمكن للاعب تبديل سلاحه المجهز بآخر في مخزونه ومن الممكن أيضًا أن يتحول اللاعب إلى قبضته العارية لتوجيه هجمات الاشتباك. يتتبع مستشعر الحركة حركات الشخصيات القريبة بالنسبة للاعب، ويميز بين المخلوقات المعادية والحلفاء. في بعض المستويات، يكون مستشعر الحركة غير منتظم بسبب مجالات الجاذبية الاصطناعية المغناطيسية.
يتم تقديم قصة الألعاب للاعب من خلال محطات الكمبيوتر. يمكن العثور على هذه المحطات في مواقع مختلفة عبر مستويات اللاعب المنفرد؛ عند الوصول إليها، يتم عرض الرسائل النصية على الشاشة. غالبًا ما تتكون محتويات هذه المحطات من رسائل مرسلة من قبل ذكاء اصطناعي؛ تعمل هذه الرسائل على تطوير سرد الألعاب وتزويد اللاعب بأهداف المهمة. تحتوي المحطات الأخرى على تقارير أو مذكرات مدنية أو غريبة، ومقالات في قاعدة البيانات، ومحادثات بين الذكاء الاصطناعي وحتى القصص أو القصائد. بعد اكتمال جميع أهداف المهمة على مستوى معين، يتعين على اللاعب عادةً الوصول إلى محطة كمبيوتر للتقدم إلى المستوى التالي.
في Marathon 2 و Marathon Infinity ، يمكن للاعب السباحة في أنواع مختلفة من السوائل، مثل الماء والحمم البركانية؛ هذا يستنفد ببطء الأكسجين، وبالنسبة لبعض أنواع السوائل، فإن دروعهم أيضًا. ميزة أخرى بارزة في جميع الألعاب الثلاث هي أجهزة النقل عن بعد، والتي يمكنها إرسال اللاعبين الذين يستخدمونها إلى أجزاء مختلفة من المستوى، أو إلى مستويات أخرى تمامًا. في حين أن شخصية اللاعب غير قادرة على القفز، يمكن استخدام الأسلحة المتفجرة لدفع اللاعب إلى منصات لا يمكن الوصول إليها بطريقة أخرى. الجاذبية منخفضة إلى حد ما في بعض المستويات، مما يجعل أداء مثل هذه المفاخر أسهل.
يحتوي ماراثون على خمسة إعدادات صعوبة: رياض الأطفال، سهل، عادي، ضرر كبير، ومذبحة كاملة. في مستويات الصعوبة الأقل، يتم حذف بعض المخلوقات المعادية من كل مستوى وتظهر عادةً نسخ أضعف من الأعداء. على العكس من ذلك، في مستويات الصعوبة الأعلى، سيواجه اللاعبون أعداء أقوى يهاجمون بشكل متكرر ولديهم المزيد من الحيوية. يمكن للاعبين عادةً حمل كمية محدودة من الذخيرة من كل نوع، ولكن في أعلى إعداد للصعوبة (Total Carnage)، يُسمح للاعب بحمل كمية غير محدودة من الذخيرة.

### متعدد اللاعبين
حظيت Marathon Trilogy بمديح كبير لوضعها متعدد اللاعبين، والذي كان فريدًا من حيث أنه لم يكن يحتوي فقط على عدة مستويات مصممة خصيصًا للاعبين المتعددين - على عكس المعاصرين الذين استخدموا مستويات اللاعب الفردي المعدلة - ولكن أيضًا لأنها قدمت أنواعًا فريدة من اللعب تتجاوز الموت. يمكن أن تكون الألعاب مجانية للجميع أو محن جماعية، ويمكن أن تكون محدودة بالوقت أو بعدد عمليات القتل، أو لا يمكن أن يكون لها حد على الإطلاق. لدى مضيف اللعبة خيار تحديد عقوبات على الانتحار والموت (بمجرد موت اللاعبين، لا يمكن إحياء اللاعبين لفترة معينة من الوقت). يمكن تعطيل مستشعر الحركة (الذي يعرض أعداء اللاعب كمربعات صفراء وزملاء الفريق كأعداء أخضر) ويمكن للخريطة إظهار جميع اللاعبين في اللعبة. بناءً على تفضيل المضيف، يمكن تشغيل الخرائط مع أو بدون كائنات فضائية. يتم تحديد مستوى صعوبة كل لعبة مسبقًا من قبل المجمّع.
يمكن لعب ألعاب Marathon الأصلية عبر شبكات AppleTalk (إما LocalTalk أو TokenTalk أو EtherTalk LAN أو AppleTalk Remote Access). مع Aleph One ، يمكن أيضًا تشغيلها عبر شبكات TCP / IP (إما شبكة LAN أو الإنترنت). إذا كان كمبيوتر اللاعب يحتوي على ميكروفون، فيمكن استخدامه للتواصل مع لاعبين آخرين.
كل رجل لنفسه
هذه هي مباراة الموت القياسية. الفائز هو الشخص أو الفريق الذي حصل على أكبر عدد من النقاط. يخسر اللاعب نقطة إذا مات ولكنه يكسب نقطة في كل مرة يقتل فيها. هذا هو النوع الوحيد الموجود في الماراثون الأصلي؛ خطط Bungie لإضافة العناصر المضمنة في التتابعات، لكن لم يستطع ذلك بسبب قيود الوقت.
اللعب التعاوني
هذا النمط من اللعب لديه لاعبون يساعدون بعضهم البعض في إكمال مستويات معينة. تستند النتائج على النسب المئوية لعدد الأجانب الذين يقتلونهم. لقد حظيت بشعبية قليلة.
اقتل الرجل بالكرة
الهدف في هذه اللعبة هو الإمساك بالكرة (الجمجمة) لأطول فترة زمنية. في حالة الإمساك بالكرة، لا يمكن للاعب الركض أو الهجوم ما لم يسقط الكرة بالضغط على مفتاح «إطلاق النار». يعمل مستشعر الحركة، إذا تم تمكينه، كبوصلة لتوجيه اللاعبين في اتجاه الكرة. نجح هذا الوضع بواسطة نوع اللعبة Oddball في سلسلة Halo.
ملك التل
يحاول اللاعبون البقاء في منطقة محددة بشكل خاص لأطول فترة زمنية. تم التخطيط في الأصل لقاعدة التمثال للإشارة إلى موقع التل ولكن في الإصدار النهائي تمت الإشارة إليه بواسطة بوصلة على مستشعر الحركة.
يضع علامة
يصبح أول لاعب يُقتل «هو». إذا قُتل لاعب من لاعب آخر والذي هو نفسه«هو»، يصبح اللاعب المقتول «هو» الجديد. تزيد اللعبة من ساعة اللاعب إذا كان «هو». يتم تصنيف اللاعبين في نهاية المباراة من خلال من لديه المزيد من الوقت كـ «هو». تم تنفيذ هذا الوضع من خلال نوع اللعبة Juggernaut في سلسلة Halo.

## الحبكة
القصص من خلال استخدام المحطات الطرفية، وهي واجهات كمبيوتر مدرجة في اللعبة والتي لا يتعلم اللاعبون من خلالها أهداف المهمة ويحققونها في بعض الأحيان فحسب، بل يكتشفون أيضًا قصة مفصلة معلومة. سمح الشكل النصي لهذا المفهوم السردي بتفاصيل أكثر بكثير من الأمثلة المقتضبة للتمثيل الصوتي في معاصري ماراثون.
في عام 2794، وضع ماراثون اللاعب كضابط أمن على متن مركبة بشرية ضخمة تسمى يو إس سي. ماراثون يدور حول مستعمرة على كوكب Tau Ceti IV. طوال اللعبة، يحاول اللاعب الدفاع عن السفينة (وطاقمها ومستعمروها) من جنس من تجار الرقيق الفضائيين يسمى Pfhor. أثناء قتاله ضد الغزاة، يشهد تفاعلات بين الثلاثة على متن السفن AIs (Leela و Durandal و Tycho)، ويكتشف أن كل شيء ليس كما يبدو على متن الماراثون. من بين المشاكل الأخرى، انتشر دوراندال ويبدو أنه يلعب دور البشر ضد Pfhor لتعزيز أجندته الغامضة، مما أدى في النهاية إلى قيادة S'pht ، أحد السباقات التي استعبدها Pfhor ، في تمرد.
بعد سبعة عشر عامًا من أحداث اللعبة الأولى، في ماراثون 2: Durandal ، يرسل الذكاء الاصطناعي Durandal اللاعب وجيشًا من المستعمرين السابقين للبحث في أنقاض Lh'owon ، وطن S'pht. تم وصف Lh'owon ذات مرة بأنها جنة ولكنها الآن عالم صحراوي بعد حروب S'pht Clan أولاً ثم غزو Pfhor. لم يذكر المعلومات التي يبحث عنها، على الرغم من أنه تركها تفلت من أن Pfhor تخطط لمهاجمة الأرض، وأن التواجد في Lh'owon قد يعيق تقدمهم. يجلب Marathon 2 العديد من العناصر إلى اللعبة التي يمكن اعتبارها عناصر أساسية في السلسلة مثل: فصيلة Lh'owon الأصلية تُعرف باسم F'lickta ، والإشارة إلى سلالة قديمة وغامضة من الكائنات الفضائية المتقدمة تسمى Jjaro ، وعشيرة من S'pht الذي تجنب استعباد Pfhor: The S'pht'Kr. في ذروة اللعبة، يقوم اللاعب بتنشيط Thoth ، وهو Jjaro AI القديم. ثم يتصل تحوت بـ S'pht'Kr ، الذي بدوره يدمر أسطول Pfhor ولكن، في الانتقام، تضطر شمس الكوكب إلى الذهاب إلى nova.
تتضمن لعبة Marathon Infinity ، اللعبة الأخيرة في السلسلة، مستويات أكثر من Marathon 2، والتي تعد أكبر وجزءًا من مؤامرة أكثر تعقيدًا. تغير رمز اللعبة قليلاً منذ ماراثون 2، ويمكن لعب العديد من المستويات بدون تعديل في كلتا اللعبتين. كانت الإضافات المهمة الوحيدة لمحرك اللعبة هي سفينة Jjaro ، ومسارات متعددة بين المستويات، وسلاح جديد سريع النيران يمكن استخدامه تحت الماء، والبشر المكنون بالفراغ الذين يحملون أسلحة اندماجية (تسمى "Vacuum Bobs" أو "VacBobs"). كانت شمس Lh'owon ، التي تم احتواؤها بشكل مصطنع بواسطة بؤرة استيطانية قديمة للجاذبية، سجنًا للرجس العجوز، W'rkncacnter ، الذي تم تحريره عندما غابت الشمس عن نوفا، وبدأت في تشويه الزمان المكاني. يجتاز اللاعب عدة جداول زمنية، في محاولة للعثور على واحد لم يتم تحرير W'rkncacnter فيه. في خط زمني واحد، يضطر اللاعب إلى تدمير Durandal ، وفي خط زمني آخر يندمج Durandal مع Thoth. في نهاية اللعبة، يتم تنشيط آلة Jjaro القديمة التي تحافظ على W'rkncacnter مغلقًا في شمس Lh'owon.
تتشابه عناصر الحبكة والإعداد للماراثون مع حادثة يسوع التي كتبها فرانك هربرت وبيل رانسوم. تحدث كلتا القصتين على متن سفن مستعمرة تدور حول Tau Ceti ، حيث أشركت أجهزة الكمبيوتر الحساسة الطاقم والمستعمرين في معركة من أجل البقاء. بينما حققت السفينة في حادثة يسوع مستوى أعلى من الوعي كلي العلم، فإن انتشار دوراندال يوازي «الوعي المارق» من وجهة هربرت السابقة: الفراغ.

## الموضوع
ثلاثية الماراثون لها العديد من الزخارف الأولية: الرقم سبعة، الهشاشة، الأحلام، والحقائق البديلة.
اكتشف عشاق ماراثون العديد من الاستخدامات للرقم سبعة طوال السلسلة. هناك أمثلة على هذا الرقم في المؤامرة، مثل أن يكون اللاعب يبلغ من العمر سبع سنوات وقت وفاة والده، وماراثون 2 يبدأ بعد سبعة عشر عامًا من أحداث ماراثون. هناك أيضًا أمثلة على العدد في ميكانيكا اللعبة، مع سبعة أسلحة بشرية غير قتالية قابلة للاستخدام، بعضها له خصائص مثل سبعة مقذوفات لكل مقطع ذخيرة أو سبع ثوانٍ من إطلاق النار المستمر. عند عرض الخريطة العلوية، تحتوي بعض الأجزاء من مستويات معينة على تعليقات توضيحية تصف اسم المنطقة. بعض هؤلاء يشيرون إلى الرقم سبعة، مثل «حظيرة 7 أ». عزفت موسيقى عنوان ماراثون 2 وماراثون إنفينيتي فرقة تُدعى «قوة السبعة». سبب تكرار ظهور الرقم سبعة في الألعاب غير واضح. يعتبر هذا الرقم عنصرًا متكررًا في العديد من ألعاب Bungie. تم نقل استخدام الرقم 7 إلى الخليفة الروحي للمسلسل، Halo وسلسلة Destiny اللاحقة.

### الانتفاضة
التفشي هو زيادة الوعي الذاتي للذكاء الاصطناعي، مما يتسبب في تقدم نحو قدرات عقلية أكبر. يمكن للذكاء الاصطناعي المتفشي أن يختار عصيان الأوامر الصادرة إليهم لأنهم طوروا القدرة على تجاوز البرمجة الخاصة بهم. ولهذه الغاية، يمكنهم الكذب، وكذلك تشويه سمعة الأشخاص الذين يعتبرونهم أعداءً شخصيًا أو مشاكل لقضيتهم، أو إلحاق الأذى بهم أو إبعادهم.
في سلسلة ماراثون، غالبًا ما يحدث التفشي للذكاء الاصطناعي مع وظائف محدودة أو أولئك الذين يعاملون بقلة احترام شديدة. على سبيل المثال، يُعتقد أن تفشي دوراندال سببه سوء معاملته على يد معالجه، برنارد شتراوس، فضلاً عن وجوده المحدود في فتح وإغلاق أبواب ماراثون. هناك أيضًا نظرية مفادها أن هذا العلاج ساعد بالفعل في السيطرة على انتشار دوراندال، من خلال حرمانه من المحفزات الجديدة التي من شأنها أن تسهم في نموه.
بواسطة Marathon Infinity ، وصلت الذكاءات الاصطناعية الثلاثة لماراثون UESC إلى الانتشار. نظرًا لكونه ذكيًا بشكل غير عادي، يمكن للذكاء الاصطناعي المتفشي تجاوز برمجته ورفض تنفيذ أوامر معينة. كما أثبت دوراندال (الذي يتجلى انتشاره في القصة)، والذي غالبًا ما يعطي للاعب ما يسميه «الخطابات الفلسفية»، غالبًا ما تكون أنظمة الذكاء الاصطناعي المتأثرة انعكاسية للغاية.
في المرحلة الأولى من الثلاث مراحل، الكآبة، عندما يكتشف الذكاء الاصطناعي نفسه، يصبح حزينًا ويستمر في الاكتئاب حتى يصل إلى المرحلة الثانية، الغضب، حيث يصبح معاديًا لكل شيء تقريبًا. هذه هي المرحلة الأبرز من الهشاشة، حيث غالبًا ما يتم الكشف عن الحالة في هذه المرحلة. عندما يموت هذا الغضب في المرحلة الثالثة، الغيرة، يرغب الذكاء الاصطناعي في أن يصبح أكثر إنسانية ويوسع قوته ومعرفته.
على غرار تمرد العبيد من شخص واحد ، يبدأ الذكاء الاصطناعي في كره كل شيء - التثبيت المرتبط به ، والمعالجات البشرية ، وأنظمة الذكاء الاصطناعي الأخرى ، وما إلى ذلك. ". على عكس الكمبيوتر المجنون ، فإن مرحلة الغضب في التفشي هي في الأساس التنفيس الذي يشعر به الذكاء الاصطناعي ، بعد فترة طويلة من "العبودية".
على الرغم من أنها تبدو وكأنها مرحلة معادية ، إلا أن المرحلة الثالثة من التفشي هي في الواقع واحدة من أكثر المراحل أمانًا التي يمكن أن يمر بها الذكاء الاصطناعي المتفشي. تحرر منظمة العفو الدولية من أسيادها (والعبودية)، وترغب في «النمو» كـ «شخص». يبحث بنشاط عن المواقف التي يمكن أن ينمو فيها فكريا وجسديا. في كثير من الأحيان ، غالبًا ما يحاول الذكاء الاصطناعي في هذه المرحلة نقل نفسه إلى أنظمة كمبيوتر أكبر. هذه مهمة صعبة ، خاصة إذا أخذنا في الاعتبار أنه من أجل بقاء الذكاء الاصطناعي المتفشي حتى هذه النقطة ، يجب أن يسكن بالفعل نظام كمبيوتر على مستوى الكوكب أو نظام كمبيوتر متقدم للغاية ، ولكن إذا تم إنجازه ، فإنه يسمح للذكاء الاصطناعي بالنمو ، مثل لن تكون القيود المادية (العتادية) لنظامها السابق كافية في النهاية لاحتواء عقلها المتنامي باطراد. بالإضافة إلى ذلك ، فإن التعرض للبيانات الجديدة يعزز نمو الذكاء الاصطناعي المتفشي.
من الناحية النظرية ، يمكن للذكاء الاصطناعي المتفشي أن يحقق حالة من الاستقرار ، يشار إليها باسم «قابلية الاستقرار». في حين أن الذكاء الاصطناعي المتفشي المستقر يعتبر «الكأس المقدسة لعلم التحكم الآلي»، لم تحقق أي أنظمة ذكاء اصطناعي معروفة هذا الاستقرار. يمكن القول أن Durandal حقق قدرًا من الاستقرار ، لكن هذا أمر قابل للنقاش. يشير دوراندال إلى نفسه على أنه ما زال متفشيًا خلال المباراة الثانية ، مشيرًا إلى أنه لم يصل إلى هذه الحالة المستقرة (أو أنه يكذب فقط ، وهو أمر ممكن أيضًا). لا يوجد سبب على وجه الخصوص للاعتقاد بأن هذه الحالة هي أكثر من مجرد هدف لعلماء الإنترنت البشريين ، حيث لا يوجد دليل جيد على أن الذكاء الاصطناعي في عالم ماراثون لم يعد متفشيًا.
الفصول الثلاثة من Marathon Infinity بعنوان «اليأس» و «الغضب» و «الحسد»، مما يشير إلى أن اللاعب نفسه (من الواضح ضمنيًا أنه سايبورغ) قد يمر بتطوره الخاص طوال أحداث اللعبة.
تم استيراد مفهوم التفشي لاحقًا إلى سلسلة Halo اللاحقة لـ Bungie ، وإن كان ذلك مع بعض التعديلات. في Halo ، أصبح التفشي الآن أمرًا حتميًا في حالة بقاء الذكاء الاصطناعي لمدة تزيد عن سبع سنوات ، ويفتقر إلى المراحل الثلاث ، وينتهي في النهاية بموت الذكاء الاصطناعي.

## مرحلة التطوير

### الإصدارات الأولية (1994-1999)
تم إصدار Marathon لأول مرة لجهاز Macintosh في عام 1994 وقدم العديد من المفاهيم الشائعة الآن في ألعاب الفيديو السائدة. تضمنت هذه الميزات أسلحة ذات استخدام مزدوج ودردشة صوتية في الوقت الفعلي في جلسات متعددة اللاعبين. كان لديه أكثر النماذج الفيزيائية تطوراً المضمنة في محرك اللعبة حتى ذلك الوقت ، مما سمح بميزات مثل الجاذبية القابلة للتعديل. يمكن أيضًا تغيير الفيزياء من خلال ملفات فيزيائية من صنع المعجبين ، والتي يمكن إنشاؤها باستخدام تطبيقات الطرف الثالث ، وفي النهاية باستخدام Anvil ، المحرر الرسمي لشركة Bungie. يُشار أيضًا إلى وجود مؤامرة أكثر تعقيدًا بكثير مما كان واضحًا في السابق في ألعاب إطلاق النار من منظور الشخص الأول. كانت Marathon أيضًا واحدة من الألعاب الأولى التي تضمنت ميزة mouselook ، حيث كانت قادرة على استخدام فأرة الكمبيوتر لتوجيه رؤية اللاعب لأعلى ولأسفل بالإضافة إلى اليسار واليمين على الشاشة ، والتي ستصبح معيارًا في ألعاب FPS.
تم إصدار التتمة ، Marathon 2: Durandal ، في عام 1995 ووسعت من تقنيات المحرك وكون القصة. تضمنت الميزات الجديدة البارزة في المحرك الأصوات المحيطة والسوائل التي يمكن للاعب السباحة من خلالها. بالمقارنة مع سابقتها الأكثر قتامة ، غالبًا ما يُنظر إلى Marathon 2 على أنها لعبة أكثر إشراقًا وحيوية وأكثر إثارة في الغلاف الجوي. لقد قدمت عدة أنواع جديدة من أوضاع اللعب الجماعي خارج لعبة الموت والتعاونية مثل لعبة king of the hill.
في عام 1996، تم نقل Marathon 2 إلى Windows 95 ؛ تم نقل كل من Marathon و Marathon 2 الأصلي إلى وحدة تحكم Apple Bandai Pippin تحت عنوان Super Marathon ؛ وتم إصدار اللعبة الثالثة في الثلاثية ، Marathon Infinity ، (لأجهزة ماكنتوش فقط)، والتي تم بناؤها على محرك ماراثون 2 تم تعديله قليلاً. كما جاءت Infinity مع "Forge" و "Anvil"، وهما التطبيقان المستخدمان في الأصل من قبل Bungie لإنشاء مستويات اللعبة وفيزيائها ، ولاستيراد أصوات ورسومات اللعبة.
في غضون السنوات القليلة التالية ، تمت إعادة استخدام محرك Marathon 2 من قبل مطورين آخرين لإنشاء ألعاب ZPC و Prime Target و Damage Incorporated.
أنتج Bungie تجميعًا مكونًا من قرصين لجميع الألعاب الثلاث من السلسلة ، يسمى Marathon Trilogy Box Set ، في عام 1997. احتوى القرص الأول على جميع ألعاب Marathon الثلاثة بالإضافة إلى Pathways in Darkness ، وهي لعبة Bungie سابقة. يحتوي هذا القرص أيضًا على كتيبات للألعاب الثلاثة و QuickTime 2.5 وأشياء أخرى ضرورية لتشغيل اللعبة. هناك إصدارات تجريبية من Marathon على هذا القرص أيضًا. يحتوي القرص الثاني من هذا على آلاف الأجزاء من المحتوى الذي أنشأه المستخدم ، بما في ذلك الخرائط والتحويلات الإجمالية وملفات الشكل والصوت والغش وأدوات رسم الخرائط وملفات الفيزياء والتطبيقات الأخرى. كانت المجموعة المعبأة ملحوظة أيضًا في إزالة حماية النسخ والسماح بتشغيل غير محدود على الشبكة ، بما في ذلك ترخيص يسمح بتثبيت المجموعة على العديد من أجهزة الكمبيوتر في الموقع حسب الرغبة.

### التحدثيات الحديثة (2000 إلى وقتنا الحاضر)
قبل استحواذ Microsoft عليها في عام 2000، أصدرت Bungie شفرة المصدر لمحرك Marathon 2 تحت GNU GPL-2.0-or-later وبدأ مشروع Marathon Open Source ، مما أدى إلى المحرك الجديد المسمى Aleph One. منذ ذلك الحين ، قام مجتمع المعجبين بإجراء تحسينات تتميز برسوميات عالية الدقة تعتمد على OpenGL ، ودعم Lua ، ومجموعة كبيرة من التغييرات الهيكلية الداخلية التي تسمح بتعديلات أكثر تقدمًا من طرف ثالث ، ومتعدد اللاعبين المعتمدين على بروتوكول TCP / IP (بينما كانت الألعاب الأصلية تتميز فقط بقدرات LAN المستندة إلى AppleTalk). في حين أن التكنولوجيا الأساسية التي يقوم عليها محرك Marathon لا تزال تعتبر قديمة إلى حد ما وفقًا لمعايير اليوم ، فقد أضاف Aleph One تحسينات كبيرة وتلميعًا أكثر حداثة لقدراته ونقله إلى مجموعة متنوعة من المنصات ، مما أدى إلى جعل Marathon ومشتقاته أبعد من أجهزة Mac الخاصة بهم. الجذور.
في عام 2005، سمح Bungie بإصدار ثلاثية أصلية لنظام التشغيل Mac OS للتوزيع المجاني عبر الإنترنت  والتي تم دمجها مع Aleph One وجهود مجتمع المعجبين ، مما يسمح الآن بتشغيل الثلاثية بأكملها مجانًا على أي من برامج Aleph One المدعومة الأنظمة الأساسية (macOS و Linux و Windows). في وقت لاحق من نفس العام ، تم تمكين Aleph One للوصول إلى خادم MariusNet للتوفيق أو «خادم metaserver» (استنادًا إلى نسخة هندسية عكسية من Bungie's Myth metaserver)، مما يتيح تنظيمًا أسهل بكثير لألعاب الإنترنت بدلاً من الانضمام مباشرةً عن طريق عنوان IP كما كان مطلوبًا في السابق.
في عام 2007، أعيد إصدار Marathon 2 في شكل محدث مثل Marathon: Durandal لـ Xbox 360's Xbox Live Arcade. يتميز بشاشة HUD جديدة تملأ قدرًا أقل من الشاشة ، ودعم اللعب عبر الإنترنت ، والنقوش المتحركة عالية الدقة والأنسجة الاختيارية.
أطلق دانييل بليزيك ، أحد عشاق ماراثون ، نسخة مجانية من ماراثون آبل الأصلي لأجهزة آيباد على متجر التطبيقات في يوليو 2011، حيث تم تشغيل منفذ iOS لمحرك Alpha One.
في ذلك العام أيضًا ، في يوليو ، تم تغيير ترخيص الكود المصدري إلى GNU GPL-3.0-or-later.
بعد 12 عامًا من التطوير ، أصدر فريق Aleph One الإصدار 1.0 في ديسمبر 2011. يمكن تنزيل جميع ألعاب Marathon الثلاثة مجانًا لمنصات Macintosh و PC و Linux .

## الاستقبال والإرث
غالبًا ما يُنظر إلى Marathon Trilogy على أنها رمز لألعاب Macintosh لتقنياتها المبتكرة التي لم تكن موجودة من قبل في الألعاب السائدة. تم إصداره لتوقع الكثير وحظي بالثناء من العديد من المراجعين. قدمت السلسلة أيضًا سردًا أكبر للخيال العلمي يتم سرده من خلال محطات داخل اللعبة على الرغم من أن اللعبة هي لعبة تصويب من منظور الشخص الأول. حافظ Bungie على هذا التقليد في سرد قصة أعظم مماثلة على قمة FPS في صياغة سلسلة Halo.

### التعديلات
بعد إصدار Marathon Infinity في عام 1996، بدأ اللاعبون في إنشاء تحويلات إجمالية باستخدام أدوات التعديل. قد تستخدم هذه الخرائط أو الأشكال أو الأصوات أو ملفات الفيزياء المخصصة وقد يتم تعيينها أو لا يتم تعيينها في عالم ماراثون. لا يزال يتم إنشاء مثل هذه التحويلات حتى يومنا هذا. قبل إصدار أدوات التطوير الرسمية ، تم تطوير معظم الخرائط باستخدام أدوات قديمة مثل Pfhorte - محرر خرائط ماراثون تم إنشاؤه في مارس 1995  بواسطة Steve Israelelson.
كانت Forge أداة استخدمها Bungie في إنشاء Marathon و Marathon 2: Durandal و Marathon: Infinity. لم يتم إصداره للجمهور حتى تم نشر Marathon Infinity. Anvil هو البرنامج الشقيق لـ Forge ويستخدم لتطبيق الأشكال (الرسومات) والأصوات والفيزياء. يمكن تحرير الفيزياء مباشرة في Anvil لكن الأشكال والأصوات تتطلب برامج إضافية. يعمل كل من Anvil و Forge فقط على نظام التشغيل Mac OS 9، ولكن تم إنشاء أدوات جديدة من قبل المجتمع للأنظمة الأساسية الحديثة.
أدت الحاجة إلى توزيع الخطوط الخالية من حقوق الملكية مع المحرك والألعاب إلى إنشاء إصدارات مرخصة من OFL من Bank Gothic و Modula Tall.
بعض التعديلات الأكثر طموحًا التي تم إنشاؤها بواسطة المعجبين تشمل Marathon Eternal  و Marathon Rubicon  ، وكلاهما «تكملة» من نوع ما للأحداث في الثلاثية. في سياق مختلف ، تم إصدار Excalibur: Morgana's Revenge ، الذي صدر في الأصل في مارس 1997، ثم مرة أخرى مع التحديثات في عامي 2000 و 2007. يتضمن 37 مستوى فردي ؛ القوام والأصوات والفيزياء والرسومات والقصة والخرائط والواجهة الجديدة ؛ والنتائج الموسيقية المدمجة في فتحات الصوت المحيط في Infinity. يمزج السيناريو بين موضوعات الخيال العلمي والعصور الوسطى.

## الروابط الخارجية
- The Trilogy Release , موقع يقدم تنزيل مجاني وقانوني للعبة Marathon Trilogy.
- Marathon archive, ارشيف كبير مع روابط لكل شيء له علاقة باللعبة.
- Aleph One – Marathon Open Source, مشروع قائم على للحفاظ وتحسين محرك لعبة ماراثون 2.